# Amblypodia dina
Amblypodia dina är en fjärilsart som beskrevs av Hans Fruhstorfer 1907. Amblypodia dina ingår i släktet Amblypodia och familjen juvelvingar. Inga underarter finns listade i Catalogue of Life.